# Hermann Bachmann (Maler)

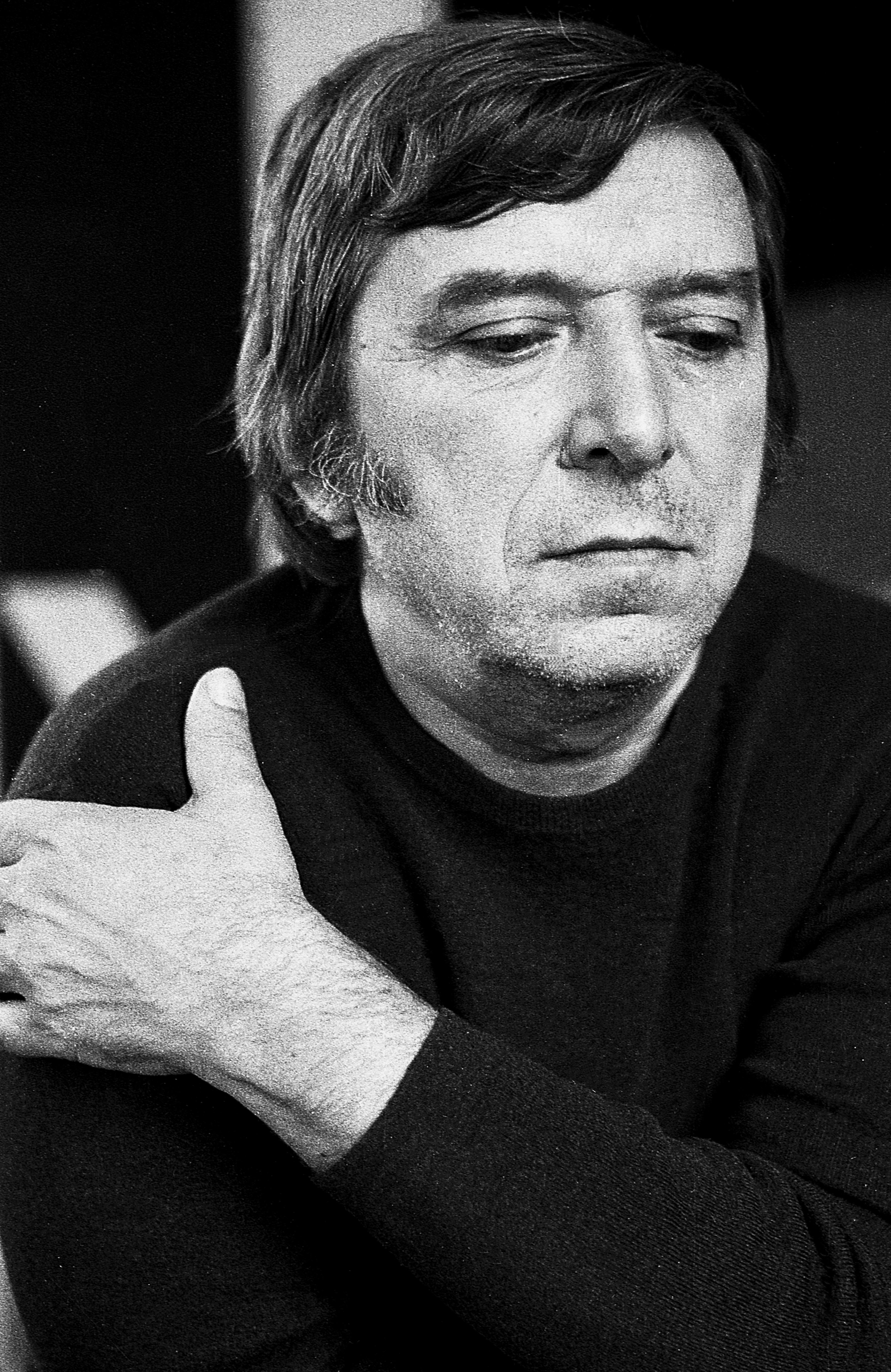
Hermann Bachmann (1974)

Hermann Bachmann (* 16. Januar 1922 in Halle (Saale); † 13. Januar 1995 in Karlsruhe) war ein deutscher Maler.

## Leben und Wirken
Hermann Bachmann war der Sohn des Bildhauers und Malers Hermann Bachmann. An der Kunstgewerbeschule Offenbach am Main erhielt er von 1936 bis 1941 eine Ausbildung als  Schriftsetzer und Gebrauchsgrafiker. In dieser Zeit erhielt er außerdem privaten Unterricht im Aktzeichnen und Malen bei Otto Fischer-Lamberg in Halle. 1939 wurden seine ersten Bilder in der Hans-Schemm-Oberschule Halle ausgestellt. Von 1941 bis 1945 war er Soldat im Zweiten Weltkrieg.
1948 stellte der Galerist Eduard Henning Bachmann in Halle aus, er widmete ihm danach 1950 eine zweite Einzelausstellung.
1949 begannen persönliche Kontakte mit den Malern Max Pechstein und Karl Hofer. 1952 lernte er den Kunsthändler Rudolf Springer kennen, der ihm Ausstellungen und Verkäufe in West-Berlin vermittelte. Bachmann war Mitglied des Deutschen Künstlerbundes und nahm 1952 an dessen 2. Ausstellung in Köln mit Helle Spiegel teil. 1953 übersiedelte er nach West-Berlin. Die Auseinandersetzung mit zeitgenössischen Positionen von Malern wie Beckmann und Hofer oder Picasso und Cezanne bestimmte seine Anfänge und führte ihn schnell in den Konflikt mit der offiziellen Kunstdoktrin der DDR. Die Präsentation seines Gemäldes „Mohn vor der Reife“ in der Moritzburg brachte ihm in der kulturpolitisch aufgeheizten Zeit heftige Formalismus-Vorwürfe ein, die ihn schließlich 1953 dazu bewogen, Halle zu verlassen und nach West-Berlin zu gehen.
1957 wurde er Dozent an der Hochschule für Bildende Künste in Berlin, wo er 1961 zum Professor berufen wurde. Zu seinen Schülern gehören Otmar Alt, Hans-Ulrich Brunner, Barbara Heinisch und Maina-Miriam Munsky. 1987 wurde er emeritiert.
Hermann Bachmann war ein Vertreter der Halleschen Schule und gehörte zu einem befreundeten  Künstlerkreis, zu dem unter anderem die Maler Charles Crodel, Otto Fischer-Lamberg, Otto Müller, Jochen Seidel, Karl Völker, der Bildhauer Waldemar Grzimek und der Kunsthistoriker Hans Junecke zählten. Mit den Malern Fritz Rübbert und Willi Sitte führte er gemeinsame künstlerische Aufträge aus.
Hermann Bachmann war seit 1946 mit der Bildhauerin Gisela Ruffert verheiratet und hatte einen Sohn und eine Tochter. Ab 1977 lebte und arbeitete er in Berlin und in Karlsruhe.
Gisela Bachmann übergab 2011 der Stiftung Moritzburg 22 Spätwerke von Hermann Bachmann als Treuhandstiftung.
Ein Teil des schriftlichen Nachlasses von Hermann Bachmann wird im Deutschen Kunstarchiv im Germanischen Nationalmuseum in Nürnberg verwahrt.

## Auszeichnungen
- 1950: Blevin-Davis-Preis im Wettbewerb für deutsche Maler im Alter von 18 bis 40 Jahren
- 1954: Stipendium des Kulturkreises des BDI
- 1957: Berliner Kunstpreis
- 1959: Preis der Stadt Hannover

## Werke
- Mohn vor der Reife, Öl auf Hartfaser, 1950/1952, Stiftung Moritzburg Halle/Saale[5]
- Lichtspur, Acryl auf Nessel, 1990, Otto-Warburg-Saal im Max-Delbrück-Centrum für Molekulare Medizin[6]

## Ausstellungen
Einzelausstellungen
- 1948: Hermann Bachmann: Ölbilder, Zeichnungen, Galerie Henning, Halle (Saale)
- 1950: Hermann Bachmann: Ölbilder, Zeichnungen, Galerie Henning, Halle (Saale)
- 1962: Bachmann, Galerie Rudolf Springer, Berlin
- 1964: Hermann Bachmann, Kunstverein Braunschweig, Villa Salve Hospes, Braunschweig
- 1983: Hermann Bachmann: Retrospektive, Neuer Berliner Kunstverein, Staatliche Kunsthalle Berlin
- 1987: Hermann Bachmann: Gegenzeit, Galerie Silvia Menzel, Berlin
- 1989: Hermann Bachmann: Umfeld Tod, Staatliche Kunsthalle Berlin
- 1989: Hermann Bachmann: „Dämmerung“, Galerie Springer, Berlin
- 1990: Hermann Bachmann: „Zwischenzeit“, Galerie Springer, Berlin
- 1992: Hermann Bachmann: Zwischenbericht, Staatliche Kunsthalle Berlin
- 1995: Hermann Bachmann: Letzte Bilder, Staatliche Galerie Moritzburg, Halle (Saale)
- 2010: Hermann Bachmann – Frühe Bilder – Malerei und Zeichnung, 28. Mai bis 4. Juli 2010, Galerie Alte Schule Ahrenshoop[7]

Gruppenausstellungen
- 1959: 5. Biennale von São Paulo, São Paulo (Sonderausstellung „Expressionisten der Brücke“)[8][9]
- 2007/2008:  Ein hallescher Kosmos auf Einheitsformat, 10 Maler auf Henningkarton, Kunstverein „Talstrasse“, Halle (Saale)
- 2010: Strandbilder. Mythos Hallesche Malerei, Kunstforum Halle[10]
- 2011: Seitenwechsel. Bildende Künstler 1945 bis 1965, Kunstarchiv Beeskow in der Burg Beeskow[11]
- 2021: Grenzerfahrungen. Hommage zum 100. Hermann Bachmann, Mareile Kitzel, Gerhard Lichtenfeld, Werner Rataiczyk, Willi Sitte, Hannes H. Wagner. Kunstverein Talstraße, Halle (Saale)[12]

## Ausstellungskataloge
- Umfeld Tod. Staatliche Kunsthalle, Berlin 1989.
- Zwischenbericht. Staatliche Kunsthalle, Berlin 1992.
- Hermann Bachmann. Letzte Bilder. Staatliche Galerie Moritzburg Halle, 28. Januar bis 8. April 1996. Staatliche Galerie Moritzburg, Halle 1996, ISBN 3-86105-126-5.
- Verfemte Formalisten. Kunst aus Halle (Saale) 1945 bis 1963. Kunstverein „Talstrasse“, Halle (Saale) 1998, ISBN 3-932962-03-6, S. 49–51.
- Hermann Bachmann. Innenwelt und Außenwelt. Arbeiten auf Papier. Staatliche Galerie Moritzburg Halle, Landeskunstmuseum Sachsen-Anhalt, 25. August bis 13. Oktober 2002. Staatliche Galerie Moritzburg, Halle 2002, ISBN 3-86105-107-9.
- Im Spannungsfeld der Moderne. Zehn Maler aus Halle. Stiftung Moritzburg, Landeskunstmuseum Sachsen-Anhalt, Halle (Saale) vom 28. November 2004 bis 30. Januar 2005. Stiftung Moritzburg, 2004, ISBN 3-86105-093-5.
- Matthias Rataiczyk, Dorit Litt, Christin Müller-Wenzel (Hrsg.): Ein hallescher Kosmos auf Einheitsformat. Kunstverein „Talstrasse“. Halle (Saale) 2007/2008, ISBN 978-3-932962-40-0.